# Зверево (Пермский край)
Зверево — деревня в Чернушинском районе Пермского края. Входит в состав Рябковского сельского поселения.
Находится примерно в 6 км к северо-востоку от центра города Чернушки.

## Население
В 2005 году численность населения составляла 205 человек.
По результатам переписи 2010 года численность населения составила 518 человек, в том числе 266 мужчин и 252 женщины.